# نرمون (بهمئی)
نرمون، مرکز دهستان رودتلخ و روستایی از توابع بخش ممبی شهرستان بهمئی در استان کهگیلویه و بویراحمد ایران است.

## جمعیت
روستای نرمون در دهستان رودتلخ قرار دارد و براساس سرشماری عمومی نفوس و مسکن در سال ۱۳۹۵، جمعیت آن برابر با ۴۱۴ نفر (۱۱۱ خانوار) بوده‌است.